# شمشیر سرنوشت
شمشیر سرنوشت (انگلیسی: Sword of Destiny) دومین کتاب از مجموعه داستان‌های حماسی و خیال‌پردازی ویچر اثر نویسنده لهستانی، آندژی ساپکوفسکی است. نسخه لهستانی این کتاب در سال ۱۹۹۲ و نخستین نسخهٔ انگلیسی نیز در سال ۲۰۱۵ توسط انتشارات گولانس منتشر گردید.در ایران توسط سینا طاوسی ترجمه و در انتشارات آذرباد منتشر شده است.